# Deva Pascovicci
Devair Paschoalon, mais conhecido como Deva Pascovicci (Monte Aprazível, 28 de setembro de 1965 — La Unión, 28 de novembro de 2016), foi um narrador esportivo e empresário brasileiro.
Em suas narrações, costumava usar os bordões "cara a cara", "prepare-se" e "pra explodir" de alegria.

## Carreira
Iniciou sua carreira como operador de som na cidade natal se transferindo depois para São José do Rio Preto, onde começou a ser locutor. Passou por várias emissoras no interior do Brasil até chegar a Jales no início de 1986. Em Jales iniciou sua carreira de narrador esportivo cobrindo o basquetebol da cidade, representado pelo Ipê-Jales. Fez também a cobertura dos jogos pré-olímpicos de basquete em 1992, nos EUA. 
Em 1993 começou a trabalhar na TV Manchete de São Paulo, onde narrava jogos de basquetebol e futebol. Em 1995 transferiu-se para o SporTV, onde atuou até o final do ano de 2004. Em 2005 foi contratado pela Rede CBN, onde atuava até 2015. Também foi proprietário da afiliada da CBN em São José do Rio Preto 
Em 2006, foi diagnosticado com câncer intestinal. Após várias cirurgias e sessões de radioterapia e quimioterapia, Deva curou-se em 2009.
Em 1 de dezembro de 2015, Deva deixou de ser narrador esportivo da CBN após dez anos, mas seguiria na rádio como proprietário da CBN Grandes Lagos no interior paulista.
Em fevereiro de 2016 foi contratado para ser um dos narradores da Fox Sports.

## Morte
Deva Pascovicci foi uma das vítimas fatais da queda do voo 2933 da LaMia, em 28 de novembro de 2016. A aeronave transportava a equipe da Chapecoense para Medellín, onde disputaria a primeira partida das finais da Copa Sul-Americana de 2016. Além da equipe da Chapecoense, a aeronave também levava 21 jornalistas brasileiros que cobririam a partida contra o Atlético Nacional.

## Homenagem póstuma
Em 19 de janeiro de 2017 o conselho de futebol do Santos, seu time do coração, homenageou com duas cabines da Vila Belmiro.
Em 28 de Maio de 2024, na cidade de Jales-SP, foi inaugurado um complexo esportivo com campo de futebol society, quadra de basquete 3x3, arquibancada e iluminação de LED, espaço esse que foi oficialmente batizado com seu nome. 